# Pierre Hubert Larchevêque
Pierre Hubert Larchevêque fue un escultor francés, nacido el 1 de mayo de 1721 en Nimes y fallecido el 25 de septiembre de 1778 en Montpellier.

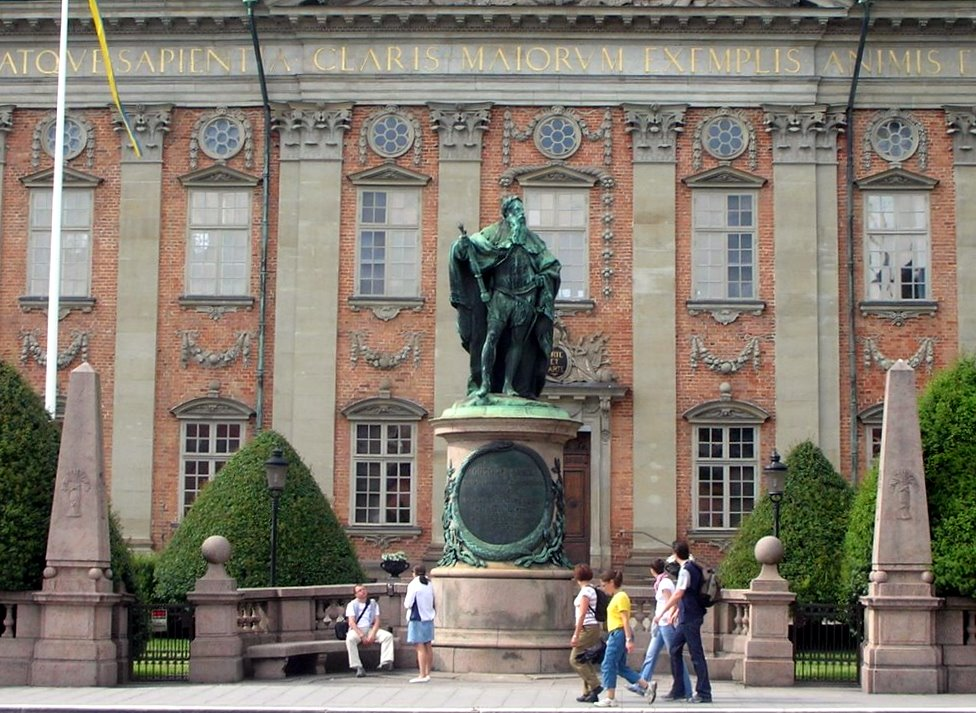
Estatua de Gustavo Vasa

## Datos biográficos
Alumno de Edmé Bouchardon , le siguió en 1744 a la Academia de Francia en Roma después de haber obtenido el Premio de Roma en escultura. De regreso a París después de cinco años, recibió varios encargos.
A la muerte de Jacques-Philippe Bouchardonque había desempeñado durante doce años el puesto de primer escultor del rey de Suecia y hermano menor de Edmé su maestro , se le ofreció a Archevêque la posibilidad de sustituirle y decidió mudarse a Estocolmo en 1755.
En 1757, la estatua del rey Gustavo II Adolfo de Suecia le fue encargada, a través de una propuesta del gobernador Johan Christoffer von Düring.  Ésta iba a ser levantada en la plaza Gustavo Adolfo de Estocolmo en 1796, dieciocho años después de la muerte de Larchevêque. Dos grupos laterales esculpidos por su alumno Johan Tobias Sergel se añadieron en 1903.
A él se le debe también, de 1774, la estatua del rey Gustavo Vasa en la plaza Riddarhustorget , en el casco antiguo de Estocolmo, y por lo menos cuatro de las siete estatuas alegóricas (la justicia, la prudencia, la lealtad y la religión) de la sala el Palacio Real de Estocolmo .
También hizo varios bustos, entre ellos los de Olof von Dalin , Anders Plomgren y Jonas Alströmer, los monumentos funerarios del rey Adolfo Federico y  de Gustav von Seth en la iglesia de Byarum , y algunas decoraciones de la Capilla Real.
Promovido a director de la Academia de Estocolmo , agregado de la Real Academia de Pintura y Escultura , también fue elegido miembro extranjero de la Real Academia de Ciencias de Suecia en 1768.